# L-29海豚
L-29海豚〔捷克語：、北約代號：Maya（瑪雅）〕是一款捷克製軍用噴射教練機、20世纪60年代華約成員国的標準教練機。L-29海豚也是捷克第一次自行设计并生产的喷射机。

## 概览

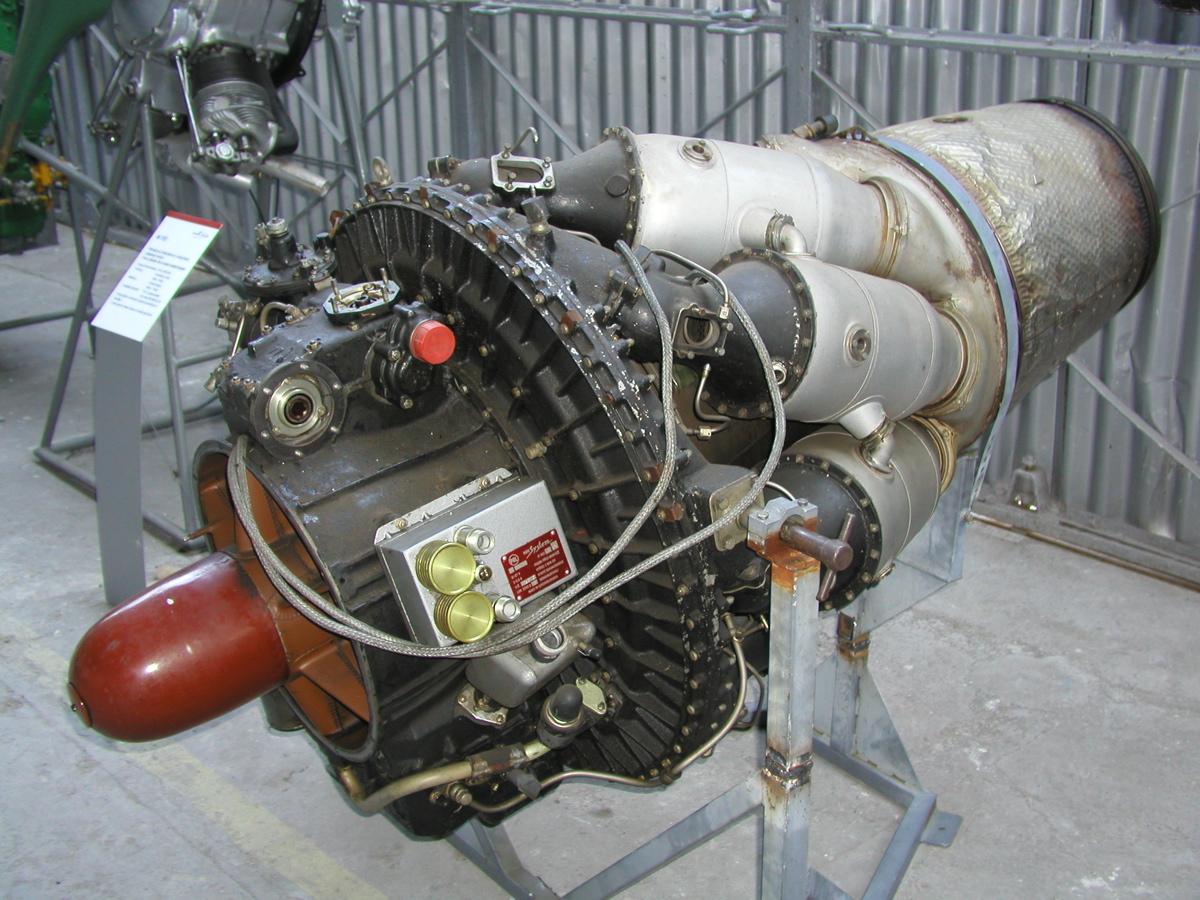
M-701涡轮喷气式引擎

在20世纪50年代末，蘇聯空軍正尋找一款噴射教練機以取代现役的活塞教練機。這一需求不久便扩大到了其它東方集團中的空军。於是，沃多喬迪航空推出了名为“XL-29”的原型機，第一架採用英國西德利公司的蝰蛇引擎，於1959年4月5日首飛；第二架則换装了捷克制M-701引擎，隨後該型号的飛機都採用了這一引擎。
L-29海豚的基本設計概念是簡約、易於生產和易於操控。其簡单和耐用的特性體現於全手動飛行操控、大的襟翼和機身兩側使飛機平滑、稳定地航行的穿孔氣閘，这些特性使它获得了良好的安全飛行记录。L-29海豚能够从草地、沙地或无道面的机场跑道上起降。教練及學生的座椅都是弹射椅，采用串列式布置，后方的教练座椅略高于学员座椅。
1961年，L-29海豚与TS-11火星、雅克-30進行評估，L-29海豚最後脫穎而出。除了波蘭選擇了繼續開發本国研制的TS-11火星外，所有其他華約成員国都在經濟互助委員會的協議下採用了L-29海豚。
L-29海豚於1963年4月投入生產，持續11年，共產出3,500架。另外，一种单座、用於特技飛行的L-29被命名为“L-29A Akrobat”，而在機鼻裝有攝影機的侦察型则被命名为“L-29R”。

## 应用

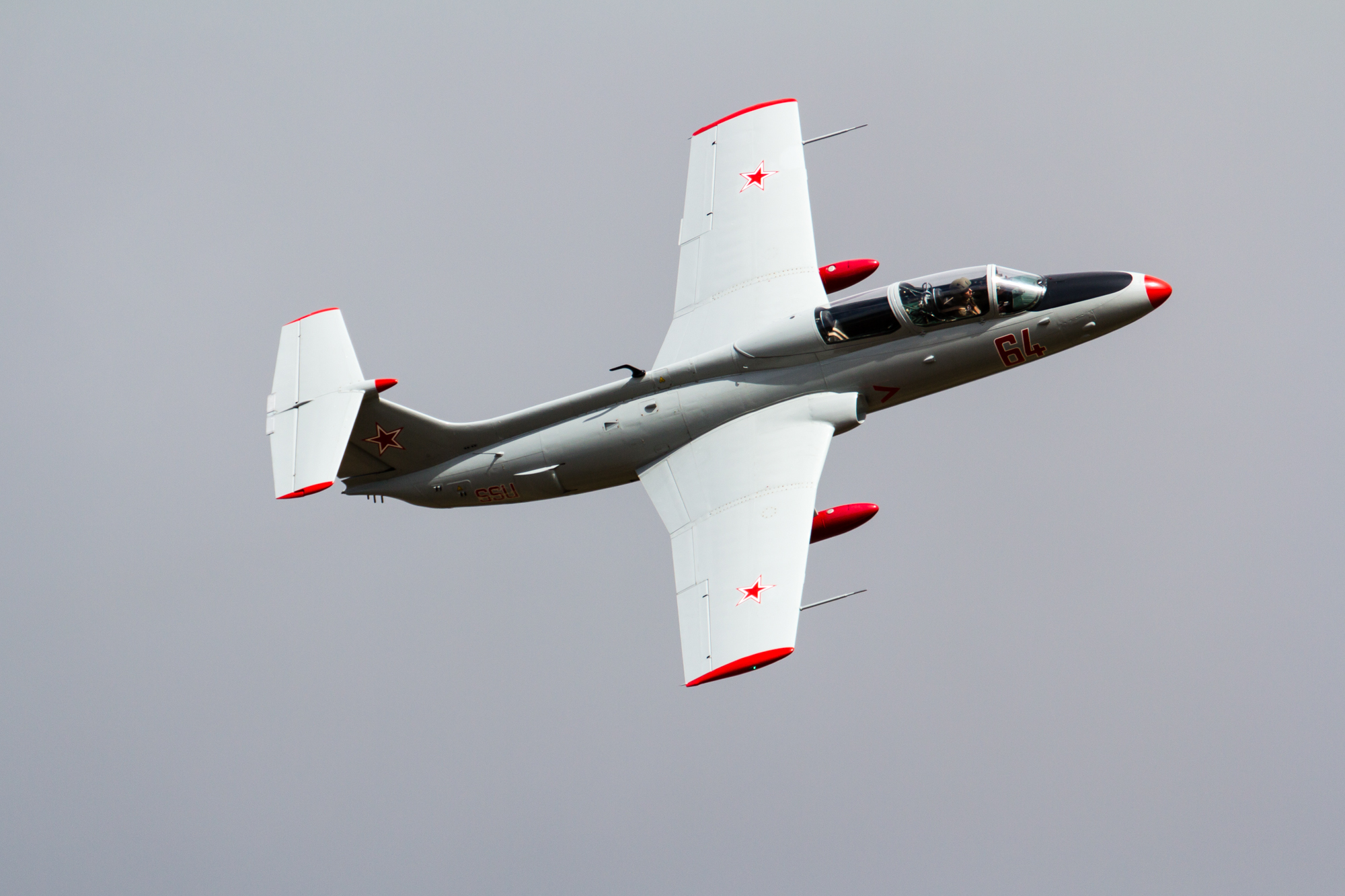
L-29海豚

L-29海豚用來進行基本、中級和帶武器的訓練。在进行武器訓練時，可在飛機的硬點（外挂点）上挂載機槍、炸彈或火箭。在贖罪日戰爭中，埃及空軍曾派遣多架武裝L-29海豚攻擊以色列坦克。L-29海豚後來被較先進的L-39信天翁取代。而蘇聯空軍取得了2000多架L-29，并获得了北约代号“Maya”（玛雅）。
作为一款教练機，L-29海豚的出現使空军拥有了一种可以执行各阶段教学任务的喷射式飛機，淘汰了原来的活塞式教练機。
在1975年7月16日，捷克空軍L-29海豚擊落了一架嘗試投靠西方國家的波蘭雙翼機。
在2007年10月2日，一架未经改裝的L-29海豚成為世界上第一架100％使用生物柴油燃料的喷射機，飛行員卡羅·蘇格斯和道格拉斯·羅丹迪在雷諾市斯泰德机场分別駕駛各自使用生物柴油燃料的L-29海豚，以宣傳环保的航空燃料。
在2008年9月10日至14日的雷諾極限空中競賽中，兩架L-29海豚同時進行了時速500公里以上的打圈分別獲得了冠亞軍，獲得冠軍的是由前美國太空人库尔特·布朗駕駛的“蝰蛇”（Viper），而亞軍是由美國紅牛特技飛行隊的飛行員迈克·曼高德駕駛的“Euroburner”。
俄羅斯宣稱曾在2008年南奧塞提亞戰爭中摧毁了兩架格鲁吉亚的L-29海豚。

## 使用者

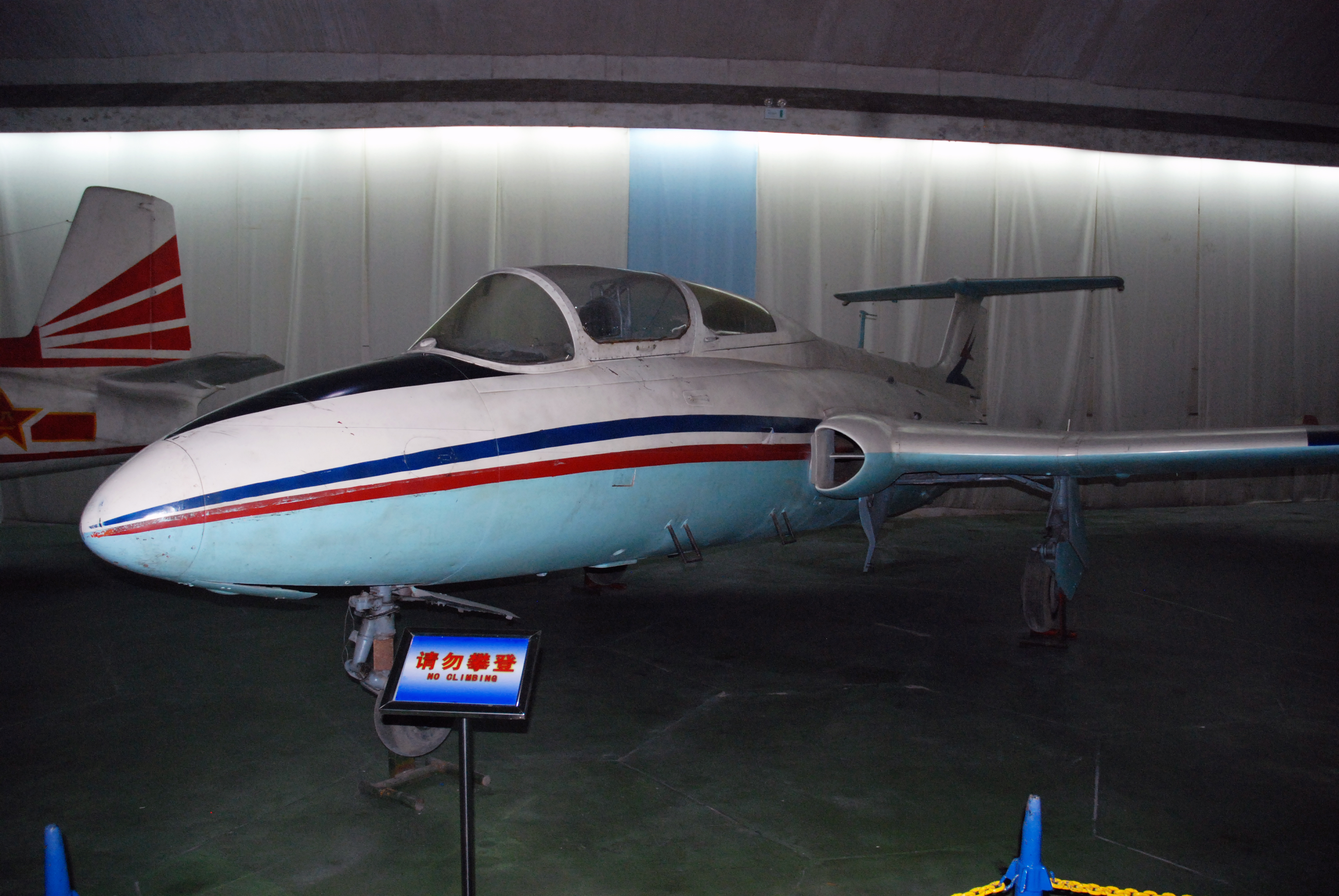
中國解放軍空軍曾使用過的L-29教練機

阿富汗阿富汗空軍
1978至1999年，最多时24架
 阿塞拜彊空軍
 亞美尼亞阿美尼亞空軍
曾使用过數架，於1996年退役
 保加利亚保加利亞空軍
在1963-1974年間接收102架，於2002年退役
 捷克斯洛伐克捷克空軍
使用过最多达400架
 东德東德空軍
 埃及埃及空軍
退役
 加彭加彭空軍
 喬治亞空軍
 加級空軍
 几内亚
 匈牙利匈牙利空軍
 印度尼西亞印尼空軍
 伊拉克伊拉克空軍
退役
 
 奈及利亞尼日尼亞空軍
 中华人民共和国中國人民解放軍空軍
在1968年得到4架L-29教練機，現已全部退役
 羅馬尼亞羅馬尼亞空軍
於2006年退役
 乌干达烏干達空軍
 苏联蘇聯空軍
多達2000架
 斯洛伐克斯洛伐克空軍
 叙利亚敘利亞空軍
 塔吉亞空軍
 越南越南人民空軍
 美国美國海軍

## 性能
基本信息
- 机组：2人

性能